# Херриман, Дэймон
Дэймон Херриман (англ. Damon Herriman; род. 31 марта 1970 года, Аделаида, Южная Австралия, Австралия) — австралийский и американский актёр, сценарист, продюсер, режиссёр и оператор. Наиболее известен исполнением роли преступника Чарльза Мэнсона в телесериале «Охотник за разумом» и в фильме Квентина Тарантино «Однажды в Голливуде».

## Карьера
Дэймон Херриман начал принимать участие в рекламных роликах, когда ему было 8 лет. С 1980 года он начинает карьеру в кино, играя роль в сериале «Семья Салливан». Кроме того, Дэймон работает на телевидении и в театре. Отец Дэймона — Ноэл Херриман — тоже актёр.
Как актёр Дэймон Херриман известен по следующим фильмам и сериалам: «Сын Маски», «Дом восковых фигур», «Дж. Эдгар», «Одинокий рейнджер», «Искатель воды», «Элли и Джулс», «C.S.I.: Место преступления», «Люби, как я хочу», «Отряд «Антитеррор»», «Во все тяжкие», «Правосудие», «Уилфред», «Вегас», «Почти человек», «Батл Крик», «Плоть и кости», «Скорпион», «Однажды в… Голливуде» и др.
Дэймон Херриман также выступал сценаристом, продюсером, режиссёром и оператором в нескольких короткометражных фильмах.

## Избранная фильмография
| Год  | Название                           | Оригинальное название         | Роль                               |
| ---- | ---------------------------------- | ----------------------------- | ---------------------------------- |
| 2005 | Сын Маски                          | Son of the Mask               | сотрудник Animagine                |
| 2005 | Дом восковых фигур                 | House of Wax                  | Лестер Синклэйр                    |
| 2006 | Кэнди                              | Candy                         | Роджер Мойлан                      |
| 2008 | Красный пояс                       | Redbelt                       | официальный представитель на Арене |
| 2011 | Дж. Эдгар                          | J. Edgar                      | Бруно Гауптманн                    |
| 2013 | Одинокий рейнджер                  | The Lone Ranger               | Рэй                                |
| 2014 | Искатель воды                      | Water Diviner                 | отец Макинтайр                     |
| 2014 | Молодая кровь                      | Son of a Gun                  | Уилсон                             |
| 2015 | Ничего не происходит               | No Activity                   | Берни                              |
| 2018 | Соловей                            | The Nightingale               | сержант Руз                        |
| 2019 | Однажды в Голливуде                | Once Upon a Time in Hollywood | Чарльз Мэнсон                      |
| 2019 | Джуди и Панч                       | Judy and Punch                | Панч                               |
| 2023 | Реинкарнация. Новая глава          | Run Rabbit Run                | Питер                              |
| 2023 | Бюро магических услуг              | The Portable Door             | Монти Смит-Грегг                   |
| 2023 | Байкеры                            | The Bikeriders                | Брюси                              |
| 2024 | Быть лучше: История Робби Уильямса | Better Man                    | Найджел Мартин-Смит                |
| 2025 | Одно целое                         | Together                      | Джейми                             |
| 2025 | Мортал Комбат 2                    | Mortal Kombat 2               | Куан Чи                            |

## Награды
- 1982: премия «Logie Awards» в номинации «Лучшая роль несовершеннолетнего актёра»
- 2004: премия «Flickerfest» за лучший сценарий в короткометражном фильме «Soar»
- 2013: премия «AACTA» в номинации за «Лучшая роль в комедийном телесериале»
- 2015: премия «AACTA» в номинации за «Лучшая мужская роль»